# Sinal de Romaña

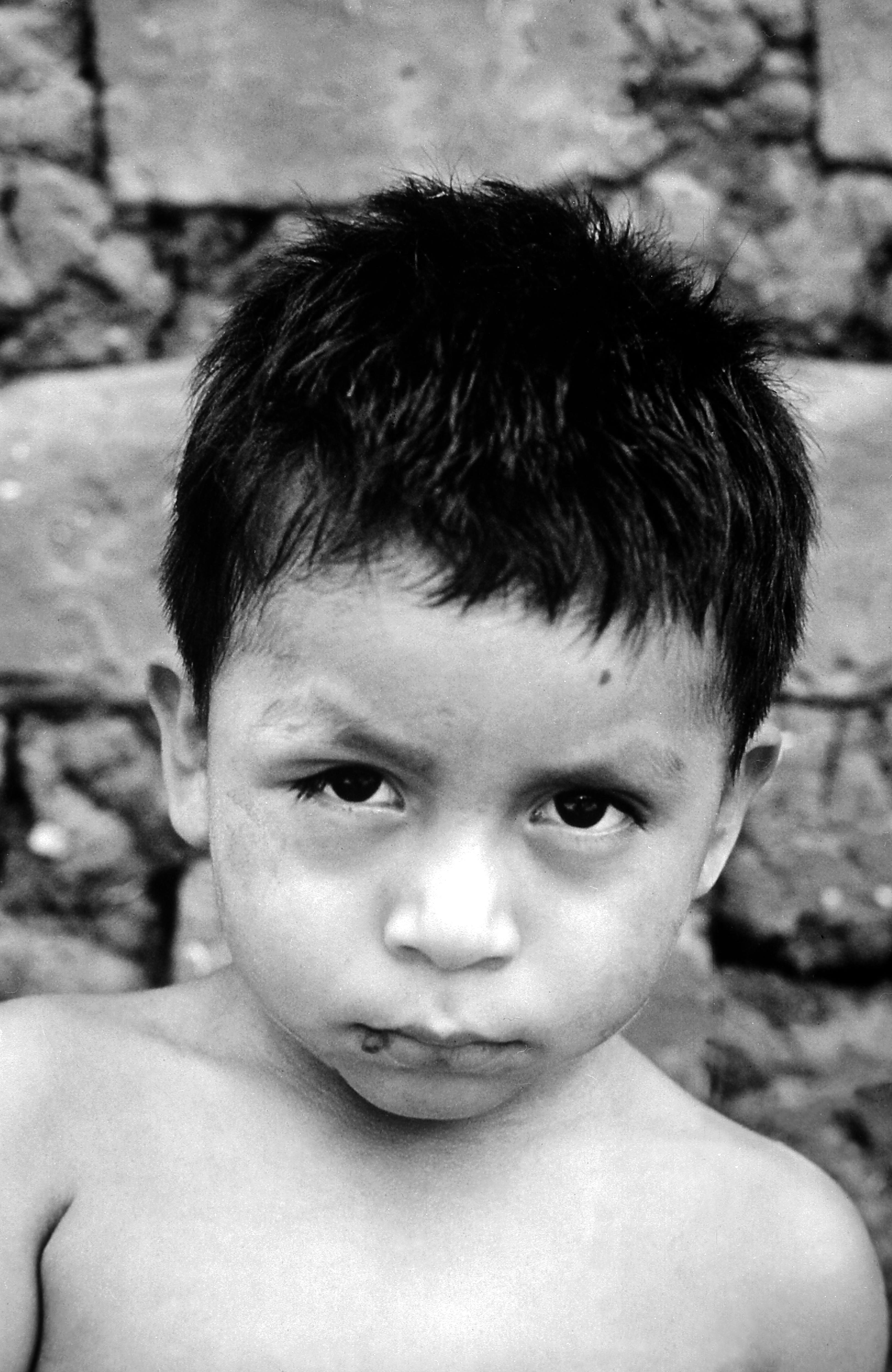
Criança com chagoma característico no olho direito e edema da pálpebra: o sinal de Romaña

Sinal de Romaña é um edema inflamatório bipalpebral, associado a conjuntivite, dacriadenite e aumento ganglionar pré-auricular, ocorre em 10 a 20% dos casos agudos de doença de Chagas, sendo sinal patognomônico desta doença.

## Epônimo
Recebe este nome em homenagem a Cecilio Romaña, um pesquisador argentino que foi a primeira pessoa a descrever o fenômeno.